# Ан-38
Ан-38 — українсько-російський літак регіональних авіаліній, модифікована версія застарілого Ан-28.

## Історія створення
Ідея нового літака на 25-30 місць (майбутнього Ан-38) народилася в Індії в 1989 р. під час демонстраційних польотів вантажно-пасажирського Ан-28. Вперше АНТК ім. Олега Антонова показав модель літака в червні 1991 р. на паризький авіасалон в Ле Бурже (в Парижі).
Вперше АНТК ім. Олега Антонова повідомило про проєкт літака, показавши його модель, в червні 1991 на авіасалоні в Парижі. Перший літак Ан-38-100 почав програму льотних випробувань 23 червня 1994.
Ан-38, що є спадкоємцем Ан-28, назвати суто українським вельми складно. Літак, спроєктований в АНТК імені Олега Антонова, запущений в серійне виробництво в Новосибірському авіаційному виробничому НАВО імені В. П. Чкалова (Сухой в Новосибірську). Конструкторська документація на серійний літак була передана на НАВО імені В. П. Чкалова в 1991 році.
Рішення про виробництво літака АНТК імені Антонова та НАВО імені Чкалова прийняли в 1991-му і в наступному році заклали першу серію з шести машин. Серед них чотири льотних і по одній для статичних та ресурсних випробувань.
Літак здійснив перший політ — 23 червня 1994; отримав міжнародне свідоцтво у квітні 2000. До 2005 вироблено 11 літаків; виробляється в Новосибірську, але окремі комплектуючі постачають Україна і Білорусь .

## Конструкція
Ан-38-100 створений як глибока модифікація серійного літака Ан-28 і, зберігаючи всі його найкращі якості, відрізняється подовженим фюзеляжем, двигунами більшої потужності, покращеним комфортом пасажирської кабіни і кабіни екіпажу. Маса комерційного вантажу зросла до 2500 кг, кількість пасажирів — до 27 і максимальна крейсерська швидкість — до 405 км / год.. Збільшення швидкості польоту, вантажопідйомності, поряд зі зменшенням витрат палива, підвищили продуктивність літака в 1,5 рази.
На відміну від Ан-28, на новій машині збільшена на 2,44 м довжина фюзеляжу, підвищений комфорт як для пасажирів, так і для екіпажу.
Літак проєктувався під двигуни ТВД-1500 Рибінського КБ моторобудування (2х1104 кВт, 2х1500 к. с.), Які не були готові вчасно, в комплекті з реверсивними малошумними повітряними гвинтами АВ-36. У зв'язку з цим було вирішено використовувати ТГД американської фірми «Елайд Сигнал», про що були проведені відповідні переговори. Застосування зарубіжних двигунів підвищує конкурентоспроможність літака і дозволяє вийти на зовнішній ринок, де є попит на літаки такого класу. Таким чином, силова установка літака першого дослідного екземпляра літака (а також серійного Ан-38-100) складається з двох ТГД американського виробництва Garrett TPE-331-14GR-801E потужністю 2х1100 кВт, 2х1500 к.с. (За іншими даними — 2х1119 кВт, 2х1521 к. с.) З малошумними гвинтами фірми «Хартцель». Все ж таки одну з перших серійних машин Ан-38-200 зарезервували для встановлення ТВД-20. Хоча російський двигун і відрізняється великим міделем і підвищеною питомою витратою пального, але зате дешевше американського.
На Ан-38 вага комерційного навантаження зросла до 2500 кг, кількість пасажирів до 27, а крейсерська швидкість до 380 км / год. Збільшення цих параметрів у сукупності з зменшеною витратою палива підвищило продуктивність літака майже в півтора рази. На ньому зберігся задній люк за типом Ан-28, в носі встановили РЛС А-813, розроблену в петербурзькому НВО «Ленінець». Екіпаж залишився колишній — 2 людини.
Літак простий і надійний в управлінні на всіх режимах польоту, володіє високим ступенем безпеки: відсутнє звалювання на великих кутах атаки, зберігається стійкість і керованість навіть при утворенні льоду на крилі і оперенні.
Високі злітно-посадочні характеристики та шасі з пневматики низького тиску дозволяють експлуатувати Ан-38 на невеликих аеродромах, в тому числі і на ґрунтових, льодових, засніжених.
Маневрені властивості літака дозволяють здійснювати посадку по крутій глісаді на невеликі гірські аеродроми, а також невеликі майданчики. Два турбогвинтових двигуна великої потужності з реверсивними гвинтами і ефективною механізацією крила дозволяють успішно експлуатувати літак на коротких злітно-посадкових смугах у різних кліматичних умовах — від мінус 50 ° С до плюс 45 ° С (включаючи умови спекотного клімату і високогір'я) — з висотою аеродрому до 2600 м (Літак пройшов випробування в Якутії при температурі до −43 ° С, в Узбекистані при +42 ° С і на високогірних аеродромах Киргизії.). При цьому літак має низьким рівнем шуму, що дозволяє експлуатувати Ан-38-100 в аеропортах, розташованих у міській зоні.
Механізація крила включає автоматичні передкрилки, двощілинні закрилки, елерони. Встановлені автоматичні інтерцептори, що забезпечують зменшення швидкості розвороту літака при раптовому відмові одного двигуна.
Гарна тепло- і звукоізоляція, система вентиляції з автоматичним регулюванням температури забезпечують необхідний комфорт для пасажирів. Для підвищення комфорту при експлуатації в жарких регіонах світу за бажанням замовника на борту може бути встановлений кондиціонер.
У пасажирській кабіні розташовані одно-і двомісні м'які крісла для 27 пасажирів (або для 26 пасажирів і одного бортпровідника).
Крісла можуть складатися і відкидатися до бортів, що дозволяє за 30 хвилин переобладнати літак з пасажирського варіанту в вантажний, а також у комбіновані вантажопасажирські варіанти:
- 1650 кг вантажу і 5 пасажирів
- 1330 кг вантажу і 9 пасажирів
- 1090 кг вантажу і 12 пасажирів
- 460 кг вантажу і 17 пасажирів.

Складаємі крісла і багажник сприяють швидкому переобладнанню пасажирської кабіни в вантажну. При цьому літак може комплектуватися кран-балкою вантажопідйомністю до 500 кг.
Наявність хвостового вантажного люка з зсувною стулкою і трапом і бортового вантажного пристрою (кран-балки з ручним приводом вантажопідйомністю 500 кг) дозволяє проводити швидке завантаження і вивантаження різних вантажів і забезпечує незалежність літака від аеродромних засобів обслуговування.
Завантаження може здійснюватися через задній вантажний люк. Можливе завантаження довгомірних вантажів до 9 метрів.
Наявність на борту джерел живлення для автономного запуску двигунів також підвищує автономність базування літака Ан-38.
На літаку Ан-38-100 застосована концепція технічної експлуатації «за станом», що забезпечує роботу без капітальних ремонтів протягом всього технічного ресурсу (15 років). Програма техобслуговування забезпечить в експлуатації:
- інтенсивність нальоту — 2000 год на рік,
- імовірність затримки вильоту з технічних причин — не більш 0.02,
- питому сумарну трудомісткість техобслуговування — 4 люд.-год / год нальоту.

## Технічні характеристики
Джерело: 
Основні характеристики
- Екіпаж: 1-2 чол.
- Пасажиромісткість: 27 осіб
- Вантажопідйомність: 2500 кг
- Довжина: 15,54 м
- Висота: 4,3 м
- Розмах крила: 22,06 м

- Площа крила: 39,72 м²
- Крило у плані: трапецієподібний
- Маса спорядженого: 5 300 кг
- Максимальна злітна маса: 9 500 кг
- Маса палива у внутрішніх баках: 2 210 кг
- Силова установка: 2 × Турбогвинтовий ТВД-20Б або AlliedSignal ТРЕ331-140Д-801Е  1 500 к.с. ( 1 103 кВт.)
- Повітряний гвинт: АВ-36 (з ТВД-20Б) або HC-B5MA-5A (ТРЕ331-140Д-801Е)

Льотні характеристики
- Максимальна швидкість: 360 км/год
- Крейсерська швидкість: 275 км/год
- Практична дальність: 600 км
- Перегінна дальність: 1 700 км
- Навантаження на крило: 2.0 — 2.9
- Довжина розгону: 350 м
- Довжина пробігу: 270 м

## Застосування
Ан-38 є першим літаком у СНД, сертифікованим за АП-25, практично ідентичним американським вимогам і нормам FAR-25.
22 квітня 1997 АНТК ім. О. К. Антонова отримав Сертифікат типу © 129-38 на літак Ан-38 у варіантах Ан-38-100 і Ан-38-110, за сертифікаційним базисом, розробленим на основі Авіаційних Правил Частина 25 (АП-25), а в березні 2001 року — доповнення © 1 до Сертифікату Типу, що забезпечує міжнародні польоти. З цього моменту для Ан-38-100 відкрито шлях на ринок авіаперевезень пасажирів і вантажів.
Літак Ан-38 може бути використаний як:
- літак бізнес-класу (адміністративний підвищеного комфорту на 8-10 чоловік);
- вантажний (до 2500 кг вантажу «в навал»);
- вантажний для контейнерних перевезень;
- вантажно-пасажирський (на 27 пасажирів або 2500 кг вантажу);
- санітарний (6 носилок, 8 місць);
- пасажирський (27 місць);
- патрульно-транспортний для охорони лісів від пожеж, перевезення та десантування парашутистів-пожежників і спецвантажів;
- патрульний для сухопутних і морських зон;
- військово-транспортний для транспортування вантажів, особового складу, поранених і хворих, десантування, навчання парашутистів і для МНС;
- аерофотознімальних;
- геологорозвідувальний;
- риборозвідувальний.

Першим експлуатантом, що оплатили вартість трьох машин, стала Хабаровська авіакомпанія «Схід». Перші польоти з пасажирами на Ан-38 за маршрутом Новосибірськ — Киштовка — Північне почалися в другій половині 1997 року (рішення про початок польотів погоджено з ФАС).
Постачання серійних літаків в авіакомпанії Росії почалася з жовтня 1997 року. За даними ФСПТ РФ за станом на травень 1998 року, наліт літаків Ан-38-100 в 1997 році (перший рік експлуатації) склав 160 годин.
До 1999 року НАВО продало три літаки Ан-38. Їх купила авіакомпанії «Схід», що обслуговує Хабаровський край. Крім того, один літак перебуває в розпорядженні авіазагону НАВО. Ще п'ять машин в 1998 році замовило Мірнінське державне авіапідприємство, яке належить компанії «Алмази Росії — Саха» і НАВО приступило до остаточної збірки двох літаків з цього замовлення, які планувалося передати замовнику в травні-червні 1999 року. Остаточні терміни завершення робіт з третьою машиною залежали від своєчасності оплати робіт. Два літаки, що залишилися, авіапідприємство планує отримати у разі вирішення питання їх здавання в лізинг.
У лютому 1999 року заступник генерального директора НАВО Микола Кушніренко повідомив, що Новосибірське авіаційне виробниче об'єднання (НАВО) почало вести переговори з міністерством оборони Індії про продаж літаків Ан-38-100. Перед цим два демонстраційних польоту Ан-38 в Індію отримали високу оцінку індійських військових.
10 квітня відбувся візит до Москви представницької делегації Індії, в ході якого обговорюватиметься питання про постачання до Індії десяти літаків Ан-38-100 (до цього повідомлялося, що мова може йти про партії від 6 до 10 літаків). Особливу зацікавленість у підписанні контракту з НАВО висловило міністерство оборони Індії. За деякими оцінками, ємність індійського ринку становить до 30 машин, хоча, за деякими даними, НАВО розраховує продати в Індії від 20 до 50 машин. Як повідомлялося, Міністерство цивільної авіації (ЦА) Індії розглядає можливість допуску на індійський авіаринок літаків цього типу і може ухвалити рішення про необхідність сертифікації Ан-38 в Індії або частково «зарахувати» сертифікацію, проведену в Росії.
Відзначимо, що експорт літаків Ан-38 може забезпечити НАВО необхідним оборотним капіталом для серійного виробництва машин, яке стримується відсутністю коштів у потенційних російських покупців (необхідний лізинг). Інтерес до Ан-38 виявляють губернатори цілого ряду суб'єктів Федерації, що пояснюється тим, що він найбільшою мірою пристосований для вирішення транспортних проблем віддалених регіонів Росії.
У березні 1999 року стало відомо, що одна з англійських фірм запропонувала себе як посередника для продажу Ан-38 в африканському регіоні.
Наприкінці квітня того ж року про свій намір придбати Ан-38 вже в 1999 році заявило Киренське авіапідприємство (Іркутська область). За оцінкою командування авіапідприємством, можливо, під гарантію обласної адміністрації, машина могла бути придбана на умовах лізингу терміном до семи років за ставкою 10 % річних.
На липень 1999 НАВО випустило 2 дослідні літака Ан-38 і один літак для проведення статичних випробувань. В експлуатації перебували 4 літаки — 3 машини експлуатуються авіакомпанією «Схід» (м. Хабаровськ) та 1 літак — державним мірнінським авіапідприємством «Алмази Росії-Саха» (м. Мирний, Якутія). Причому мірнінське авіапідприємство до кінця 1999 року отримало ще один літак Ан-38. За планами на липень 1999 року, виробничим планом НАВО на 1999 передбачено випуск 2 літаків Ан-38 на замовлення авіакомпанії м. Мирний. Усього якутський замовник повинен отримати 5 літаків Ан-38, по двох з них почалася і ведеться оплата, ще 3 літаки повинні почати оплачуватися замовником, після чого продовжиться їх подальше виробництво.
За даними на липень 1999 року, з усіх охочих купити літак тільки приблизно 15 великих авіакомпаній дійсно здатні оплачувати покупку в процесі її виробництва. Зокрема, вивчалися пропозиції щодо закупівлі літаків Ан-38 Карелією в кількості 3-5 машин. Авіалісохорона також виявила велику цікавість до літака Ан-38, тим більше, що під час демонстрації літака в Новосибірську екіпаж Ан-38 визначив деякі осередки займання. Авіалісохорона керується прийнятої раніше програмою авіаційного переозброєння своєї служби, якій до 2005 року передбачена закупівля до 12 літаків типу Ан-38.
У той же час, експлуатанти літаків Ан-38 авіакомпанії «Схід» вважають невідпрацьованої або відсутньої належну мережа сервісного обслуговування нових літаків і, перш за все, двигунів американського виробництва. На грудень 1998 організовано навчання льотного та інженерно-технічного складу в УТЦ м. Новосибірська (аеропорт Толмачево).
У серпні 1999 року Ан-38-100 в пасажирському варіанті демонструвався на авіасалоні МАКС-99 Новосибірським авіаційним виробничим об'єднанням ім. В. П. Чкалова. Наприкінці серпня генеральний директор НАВО Олександр Боришев повідомив, що Новосибірське авіаційно-виробниче об'єднання (НАВО) ім. Чкалова готує виробництво під випуск 30-35 літаків Ан-38, яке з мінімальними витратами може бути доведено до 50 машин на рік. Потреба у вантажно-пасажирських літаках Ан-38 до 2007 року в той момент оцінювалася в 585 млн доларів.
20 вересня 1999 НОМОС-банк (Москва) видав кредит у розмірі $ 700 тис. НАВО ім. Чкалова для виробництва пасажирських літаків Ан-38.
Наприкінці січня 2000 стало відомо, що Новосибірське авіаційне виробниче об'єднання (НАВО) планувало протягом 2000 року поставити авіакомпанії «Алроса-Авіа» (м. Мирний) три нових регіональних пасажирських літаки Ан-38. Згідно з укладеним контрактом, в загальній складності ця компанія має намір придбати п'ять літаків цього типу. Один літак вже переданий «Алроса-Авіа» в кінці 1999 року. Замовник оплачував літаки «живими» грошима, без застосування лізингових схем. Представник заводу відзначив, що літаки продавалися авіакомпаніям за ціною $ 4 млн, що майже дорівнює його собівартості.
Також в кінці січня 2000 Новосибірське авіаційне виробниче об'єднання (НАВО) підписало угоду з південнокорейською корпорацією LG o просуванні на південнокорейському ринку літаків Ан-38. Як повідомив представник керівництва НАВО, в рамках угоди південнокорейська фірма повинна була провести в 2000 році роботу з реклами та маркетингу нового літака. За словами представника НАВО, компанія LG має значний досвід з просування і постачання до Республіки Корея російської авіаційної техніки. У перспективі в Корею можуть бути поставлені літаки Ан-38 в пошуково-рятувальному варіанті. Саме для такого варіанту, на думку джерела, в цій країні є значна ніша.
На початок лютого 2000 АНВК «Сухий» підготував договір з Новосибірським АВО про підтримку та фінансування програми реалізації на авіаринку Росії літака Ан-38. Було передбачено також фінансування програми просування Ан-38 на світовому авіаційному ринку, зокрема в Південно-Східній Азії (наприклад, до того моменту було здійснено декілька польотів літака для випробування устаткування, встановленого за вимогами індійських фахівців). Російські силові структури також розглядали можливість закупівлі Ан-38, зокрема, ВПС, МНС, ФПС вивчали можливість застосування літака для вирішення специфічних завдань в їхніх інтересах, перш за все для патрульних операцій. Ці структури цікавляться Ан-38 з вітчизняними двигунами ТВД-20, які не пройшли ще до того моменту сертифікацію. Проте, встановлення на Ан-38 ТВД-20, вартістю менше $ 200 тисяч за двигун, повинна привести до зниження ціни літака. Слід відзначити, що вітчизняних фахівців щодо випуску Ан-38 в Росії насторожувало ставлення українських держструктур до вирішення багатьох проблем, зокрема щодо інтелектуальної власності, що виникають між Росією та Україною.
У лютому 2000 року був сертифікований розроблений Омським моторобудівним конструкторським бюро двигун ТВД-20. Як повідомлялося, ТВД-20 дешевше американського аналога в 7 разів (але американці гарантують значно більший ресурс до капітального ремонту — 4.5 тисячі годин), при цьому передбачається щорічно випускати близько 50 моторів. У Росії розробляється протягом 25 років силовий агрегат буде використовуватися на літаку Ан-38 і Ан-3. Ан-38 готовий був замовляти двигуни ще 5 років тому. Новосибірське авіаційне виробниче об'єднання (НАВО) ім. Чкалова в 1995 році спільно з київським АНТК ім. Антонова створило СП «Сибірські літаки» Антонов "для серійного виробництва цих машин. Але, оскільки ТВД-20 в той момент лише проходив стендові випробування, НАВО у 1996 році підписало контракт з американською компанією Allied Signal на постачання для Ан-38 заокеанських двигунів. За деякими даними, американці продали НАВО 8 двигунів по $ 900 тис. за кожен. З 1996 року ТВД-20 лежав майже без руху, так як на випробування не вистачало близько мільйона рублів. 12 листопада 1998 державні випробування все ж таки почалися, але просувалися повільно через нестачу гасу.
У квітні 2000 року літак місцевих повітряних ліній Ан-38-100 отримав можливість виконувати польоти за кордоном відповідно до міжнародних норм. Як повідомив начальник управління маркетингу Новосибірського авіаційного виробничого об'єднання (НАВО) Валерій Салдан, на початку квітня завершилися випробування Ан-38-100, оснащеного додатковим навігаційним обладнанням. Вони проходили протягом п'яти місяців на базі авіаційного науково-технічного комплексу «Антонов» під Києвом. Випробування завершилися успішно, і в першій половині 2000 року було оформлено відповідне доповнення до сертифіката типу на Ан-38-100.
25 квітня 2000, як повідомила прес-служба президента України Кучми, нагородою була відзначена діяльність президента України, спрямована на розвиток партнерства країн СНД у галузі авіації, становленні авіаційної промисловості України, реалізації міждержавних програм і проєктів створення найсучасніших літаків Ан-38, Ан−140, Ан-70.
До червня 2000 року був затверджений план-графік, згідно з яким перший виліт нової модифікації літака з російськими двигунами (Ан-38-200) повинен був відбутися в кінці того ж року, а завершення сертифікації — у вересні 2001 року. Але як повідомлялося, в кінці серпня 2000 двигуни для першого літака на НАВО поставлені ще не були.
У другій половині червня 2000 року, за словами директора з маркетингу та продажу АВПК «Сухий» Олександра Усачова, почалися попередні переговори з Південною Кореєю про літак Ан-38. За даними джерела, тривали переговори з Індією та Малайзією.
У липні того ж року був поставлений авіакомпанії «Алмази Росії-Саха» другий літак Ан-38 з двигунами TPE-331-14GR-801E. Таким чином, до серпня 2000 покупцям були поставлені 5 літаків Ан-38, а всього випущено 7 літаків.
19 вересня 2000 в Хабаровську розпочала свою роботу льотно-технічна конференція, на якій розглядалися питання експлуатації літака Ан-38. Серед учасників конференції — представники Хабаровської авіакомпанії «Схід», федеральних авіаційних структур, конструкторського бюро «Антонов», новосибірського авіаційно-виробничого об'єднання, американської компанії-виробника двигунів Honeywell. За результатами конференції визначалося майбутнє літального апарата. Як повідомив генеральний директор авіакомпанії «Схід», що експлуатує Ан-38, Фаніс Мерзоянов, до того часу вже був проведений цикл випробувань нового обладнання, що забезпечує міжнародні польоти. Встановлено нові системи, одна з яких, СППЗ-2000, здатна попереджати про можливе зіткнення із землею.
Після закінчення конференції директор з маркетингу та продажу АВПК Сухий Олександр Усачов повідомив, що проведений аналіз діяльності авіакомпаній показав, що тільки зниження ціни літака з 4 млн дол до 3 млн дол, дозволить деяким російським авіакомпаніям здійснювати необхідні лізингові відрахування їх свого доходу . На його думку, зниження ціни літака дозволить почати продажі літаків на російському ринку і одночасно завантажити виробничі потужності Новосибірського авіазаводу. Наприклад, авіакомпанія «Схід», яка закупила три літаки Ан-38, вимушено експлуатує один з них в Малайзії, так як обсяг пасажироперевезень в Росії не дозволяє в даний час, експлуатувати Ан-38 з необхідним доходом для авіакомпанії.
У першій половині листопада 2000 Міністерство цивільної авіації Індії висловило згоду провести в Делі презентацію продукції російської авіабудівної промисловості, яка була також широко представлена на майбутній у лютому 2001 року найбільшої в Південній Азії авіавиставці в Бангалорі. У ній брали участь лайнера Іл-96, Ту-204 і Ан-38, призначені для просування Росії на ринку Індії.
Імпульс спільнім робіт Росії та Індії В цій сфері додано відбулося на початку листопада МОСКВІ перше засідання двосторонньої робочої групи з ЦИВІЛЬНОЇ авіації та досягнуті на ній домовленості про долю російських організацій у ВИРОБНИЦТВІ в Індії пасажирського літака «Сарас» для місцевих авіаліній.
Програма літака Ан-38, в числі інших, була представлена на стенді АНТК ім. Антонова під час роботи третьої міжнародної АЕРОКОСМІЧНОЇ виставки AirShow China-2000 в середині листопада 2000 року.
Загальний наліт трьох літаків Ан-38-100 авіакомпанії «Схід» (Хабаровськ), двох — авіакомпанії м. Мирний (Якутія) і ще одного літака на НАВО  склав до 2001 року понад 6000 годин. При цьому за 3 роки експлуатації виявлені і усунені «дитячі хвороби», ЯКІ притаманні будь-якій техніці в початковий період експлуатації.
У середині січня 2001 Новосибірське авіаційне виробниче об'єднання ім В. П. Чкалова заявило, що планує поставити до 2010 року на російський і зарубіжний ринок 170 нових багатоцільових літаків Ан-38-100. У той час на НАВО ім. В. П. Чкалова йшла збірка літака Ан-38-200, який устатковувався двигунами вітчизняного виробництва ТВД-20-03 (розробник ОМКБ м. Омськ) і малогаласливими шестилопатевими повітряними гвинтами АВ-36-02 (розробник АТ «Аеросил», м. Ступіно).
У лютому 2001 року в Індії в рамках авіаційної виставки в Бангалорі пройшла презентація російських літаків (у тому числі і Ан-38), в якій взяли участь і представники авіазаводу ім. Чкалова з Новосибірська на чолі з генеральним директором НАВО Олександром Бобришева.
Як повідомив начальник управління маркетингу НАВО ім. Чкалова Валерій Салдаєв, НАВО ім. Чкалова розраховує на поставку 40 літаків Ан-38 в Індію. Головним стримуючим фактором постачань російської цивільної авіатехніки на індійський ринок, за словами В. Салдаєва, була відсутність угоди про взаємне визнання сертифікатів льотної придатності. Так як під час представлення російської авіатехніки така угода була підписана, новосибірські авіабудівники сподіваються на збільшення експортних постачань літаків Ан-38. За інформацією В. Салдаєва, існують протоколи про наміри з індійською стороною про придбання для регіональних авіаліній близько 40 Ан-38 вартістю $ 4,5 млн за одну машину. За словами В. Салдаєва, безпосередня робота з покупцями почнеться вже в 2001 році.
Як було оголошено навесні 2001 року при проведенні щорічних зборів акціонерів ВАТ «Рибінські мотори», в 2000 році була проведена підготовка до сертифікації вже в 2001 році двигуна ТВД-1500 для літака Ан-38.
У травні 2001 року урядовий комітет з питань національної оборони, безпеки, ВПК і правоохоронної діяльності України розглянув проєкт держпрограми розвитку авіапромисловості до 2010 р. Директор Українського науково-дослідного інституту авіатехнологій Георгій Кривов, який презентував проєкт держпрограми, поінформував, що з урахуванням світового та європейського досвіду розвитку авіапромисловості програма визначає основні цілі, які, в тому числі, передбачають протягом 2001—2010 рр.. створення нових модифікацій літака Ан-38-100.
У серпні 2001 року літак Ан-38-100 був представлений на авіасалоні МАКС-2001 у підмосковному Жуковському.
24 червня 2002 гостем АНТК ім. О. К. Антонова став заступник міністра закордонних справ Індії р-н Канвал Сібал. Він ознайомився з пропозиціями щодо співпраці між авіапромисловості України та підприємствами і організаціями Індії за програмами літаків Ан-32, Ан-38, Ан-74 і Ан-124.
На початку 2003 року відвідувачі виставки Aerolndia "2003 могли познайомитися з пропозицією, адресованим силовим структурам Індії — літаком для виконання спеціальних завдань Ан-38Д.
У серпні 2003 року літак Ан-38-100 був представлений на авіасалоні МАКС-2001 у підмосковному Жуковському. Під час роботи авіасалону повідомлялося, що до того моменту два Ан-38-100 вже більше трьох років експлуатуються на умовах лізингу малайзійської авіакомпанією «Лаянг-Лаянг», де, незважаючи на важкі умови польотів (температура повітря до +40 ° С, часті тропічні грози та зливові дощі), літак повною мірою продемонстрував свою надійність, жодного разу не потрапивши у складну ситуацію і не зірвавши ні одного рейсу з технічних причин. А також, у зв'язку з проведенням робіт з валідації Ан-38-120 в Авіарегістром Малайзії, авіакомпанії цієї країни висловили намір закупити літаки цього типу. Було також відзначено, що в Малайзії може бути продано від 5 до 10 таких літаків, крім того, до Ан-38-120 виявили інтерес сусідні Індонезія, Таїланд, В'єтнам, Індія і Філіппіни. Загальна ємність ринку країн Південно-Східної Азії оцінюється в 60 машин.
У 2003 році АНТК ім. О. К. Антонова, української державної авіакомпанії «Горлиця», російськими підприємствами НАВО ім. В. П. Чкалова та «Фінансово-лізингова компанія» були відкриті нові перспективи продажу легкого багатоцільового літака Ан-38 — оголошено, що в недалекому майбутньому літак Ан-38-120 почне возити пасажирів і в Україні: за сприяння російської Фінансово-лізингової компанії ці машини увійдуть в парк авіакомпанії «Горлиця» і будуть здійснювати рейси між обласними центрами західних регіонів України.

## Модифікації
- Ан-38-100 — базовий варіант з американськими ТВД ТРЕ 331-14GR-801E і повітряними гвинтами фірми «Hartzell» (США), з комплексом обладнання, що дозволяє літати повітряними трасами СНД без обмежень;
- Ан-38-110 — варіант із скороченим складом обладнання;
- Ан-38-120 — варіант з розширеним комплексом обладнання, що забезпечує польоти на міжнародних трасах за маяками VOR / DME, з мовним реєстратором ОПАЛ-Б та системою попередження наближення землі СППЗ-2000.
- Ан-38-200 — конвертований вантажопасажирський літак з російськими ТВД-20-03 і гвинтами АВ-36 російського виробництва. Комплекс обладнання літака аналогічний Ан-38-120, але доповнений системою попередження зіткнення в повітрі TCAS-2000, що дозволяє виконувати польоти в будь-який час доби, у складних метеоумовах, а також на міжнародних трасах;
- Ан-38К — зі збільшеною до 3200 кг вантажопідйомністю (при збільшенні злітної маси до 9400 кг) і призначений для перевезення вантажів у 4-х стандартних контейнерах LD-3 на піддонах і вантажу «розсипом».